# Airliner World
Airliner World — авиационный ежемесячный журнал, выпускаемый издательством Key Publishing LTD, Линкольншир, Великобритания; его распространением занимается лондонская компания Seymour Distribution LTD. В США журнал распространяется представительством Key Publishing LTD в городе Эвенил (en:Avenel, New Jersey) (Нью-Джерси).
Airliner World появился на рынке в 1999 году.
Airliner World посвящён авиакомпаниям и авиалайнерам. Журнал публикует авиационные новости со всего мира, а также статьи об авиакомпаниях и аэропортах. Другое авиационное издание, Air International, не является конкурентом, так оба они издаются одним и тем издательством, Key Publishing. Airliner World — часть группы авиационных журналов, которые издаёт Key, в их числе Today's Pilot, Air Enthusiast и Air Forces Monthly, а также братский (смежный) журнал Airports of the world.